# حساس البحر الأبيض المتوسط الرملي
حساس البحر الأبيض المتوسط الرملي (الاسم العلمي:Atherina hepsetus)، هو نوع من الأسماك ينتمي لعائلة حساسيات.

## الوصف

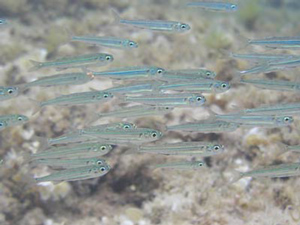
حساس البحر الأبيض المتوسط الرملي (الاسم العلمي: Atherina hepsetus)

جسم هذه الأسماك طويل نوعا ما، وشكله نحيف ومسطح إلى حد ما. تستطيع هذه الأسماك مد فمها، وشكل فمها موجه إلى الأعلى مع تواجد أسنان صغيرة؛ تغطي الحراشف الرأس والجسم.
يحتوي الفك السفلي لهذه الأسماك على امتداد علوي داخل الفم (عظم مقدمة الفك الذي يحمل الأسنان متواجد في الأعلى). يوجد لهذه الأسماك اثنتان من الزعانف الظهرية، وتكون هذه الزعانف منفصلة، جميع الأشعة الزعنفية في الزعنفة الظهرية الأولى و1-2 من الأشعة الزعنفية الأمامية في الزعنفة الظهرية الثانية؛ تكون غير مجزأة، أما بقية الأشعة الزعنفية الأخرى فتكون مجزأة. تكون الزعنفة الشرجية شبيهة بالزعنفة الظهرية الثانية، بينما تكون الزعنفة الذيلية متشعبة. لون الجسم هو أبيض-فضي، ويكون هذا اللون أغمق على منطقة الظهر، مع تواجد خط أفقي لونه أزرق فاتح، ويمتد هذا الخط إلى الذيل. 
الحد الأقصى لطول هذه الأسماك يصل إلى حوالي 20 سم. 
على الرغم من حجمها الصغير نوعًا ما، إلا أنها من أنواع الأسماك آكلة اللحوم، تتغذى أسماك حساس البحر الأبيض المتوسط الرملي على مجدافيات الأرجل التي تعيش في منطقة البحر المفتوح والقشريات القاعية. 
يكون موسم السرء لهذا النوع من الأسماك المتواجدة في البحر الأبيض المتوسط من شهر ديسمبر إلى شهر مايو. 

## موائله
يعيش هذا النوع من الأسماك في منطقة البحر المفتوح - الجرف القاري، في المياه المسوسة / مياه المحيط، مناطق تواجدها منتشرة على نطاق واسع في شرق المحيط الأطلسي، وسواحل اسبانيا والمغرب بما في ذلك ماديرا وجزر الكناري. كما تتواجد هذه الأسماك في غرب البحر الأبيض المتوسط، وفي البحر الأدرياتيكي والبحر الأسود. 

## الصيد
أهم أساليب صيد هذا النوع من الأسماك على مستوى كميات الصيد الصغيرة، يتضمن استعمال العديد من أنواع شباك الجر الشاطئية الساحلية، أو شباك خيشومية صغيرة الحجم (10 مم)، وشباك الرفع. نادراً؛ يكون من الممكن اصطياد هذه الأسماك بواسطة خطاف صيد صغير جدًا، الذي يعلق عليه قطع صغيرة من لحم الأسماك. تعتبر أسماك حساس البحر الأبيض المتوسط الرملي بمثابة طعم ممتاز وهي على قيد الحياة؛ ويكون ذلك من أجل اصطياد العديد من أنواع الأسماك الأخرى التي تقوم بالتغذي على هذا النوع من السمك بعد افتراسه. تسافر أسماك الحساس من هذا النوع في البحر بشكل اجتماعي في مجموعات متحشدة. 

## أطباق
يُقلى لحم هذه الأسماك في الغالب، أما عينات الأسماك التي تكون أكبر حجما يتم تحضيرها أحيانًا كجزء من طبق الحساء أو الشوربة أو يخنة الأسماك المختلطة. 

## روابط خارجية
- Photos of Mediterranean sand smelt on Sealife Collection